# Inti Podestá
Inti Podestá Mezzetta (Montevideo, 23 aprile 1978) è un ex calciatore uruguaiano, di ruolo centrocampista.

## Palmarès

### Club

#### Competizioni nazionali
- Segunda División: 1

Siviglia: 2000-2001